# Pretvorba mjernih jedinica za temperaturu
Pretvorba mjernih jedinica za temperaturu - sažeti prikaz formula i usporedba temperaturnih ljestvica.

## Pretvorba po ljestvicama
Ljestvice su poredane po zastupljenosti, prve su na popisu koje se još koriste (Kelvinova, Celzijeva, Fahrenheitova i Rankineova), zatim slijede davno zastarjele. 

### Kelvinova
|            | Iz Kelvinove                                                     | U Kelvinovu                                                      |
| ---------- | ---------------------------------------------------------------- | ---------------------------------------------------------------- |
| Celzij     | [°C] = [K] − 273,15                                              | [K] = [°C] + 273,15                                              |
| Fahrenheit | [°F] = [K] × {\displaystyle {\tfrac {9}{5}}} − 459,67            | [K] = ([°F] + 459,67) × {\displaystyle {\tfrac {5}{9}}}          |
| Rankine    | [°Ra] = [K] × {\displaystyle {\tfrac {9}{5}}}                    | [K] = [°Ra] × {\displaystyle {\tfrac {5}{9}}}                    |
| Delisle    | [°De] = (373,15 − [K]) × {\displaystyle {\tfrac {3}{2}}}         | [K] = 373,15 − [°De] × {\displaystyle {\tfrac {2}{3}}}           |
| Newton     | [°N] = ([K] − 273,15) × {\displaystyle {\tfrac {33}{100}}}       | [K] = [°N] × {\displaystyle {\tfrac {100}{33}}} + 273,15         |
| Réaumur    | [°R] = ([K] − 273,15) × {\displaystyle {\tfrac {4}{5}}}          | [K] = [°R] × {\displaystyle {\tfrac {5}{4}}}5⁄4 + 273,15         |
| Rømer      | [°Rø] = ([K] − 273,15) × {\displaystyle {\tfrac {21}{40}}} + 7,5 | [K] = ([°Rø] − 7,5) × {\displaystyle {\tfrac {40}{21}}} + 273,15 |

### Celzijeva
|            | Iz Celzijeve                                              | U Celzijevu                                               |
| ---------- | --------------------------------------------------------- | --------------------------------------------------------- |
| Kelvin     | [K] = [°C] + 273,15                                       | [°C] = [K] − 273,15                                       |
| Fahrenheit | [°F] = [°C] × {\displaystyle {\tfrac {9}{5}}} + 32        | [°C] = ([°F] − 32) × {\displaystyle {\tfrac {5}{9}}}      |
| Rankine    | [°Ra] = ([°C] + 273,15) × {\displaystyle {\tfrac {9}{5}}} | [°C] = ([°Ra] − 491,67) × {\displaystyle {\tfrac {5}{9}}} |
| Delisle    | [°De] = (100 − [°C]) × {\displaystyle {\tfrac {3}{2}}}    | [°C] = 100 − [°De] × {\displaystyle {\tfrac {2}{3}}}      |
| Newton     | [°N] = [°C] × {\displaystyle {\tfrac {33}{100}}}          | [°C] = [°N] × {\displaystyle {\tfrac {100}{33}}}          |
| Réaumur    | [°R] = [°C] × {\displaystyle {\tfrac {4}{5}}}             | [°C] = [°R] × {\displaystyle {\tfrac {5}{4}}}5⁄4          |
| Rømer      | [°Rø] = [°C] × {\displaystyle {\tfrac {21}{40}}} + 7,5    | [°C] = ([°Rø] − 7,5) × {\displaystyle {\tfrac {40}{21}}}  |

### Fahrenheitova
|         | Iz Fahrenheitove                                             | U Fahrenheitovu                                              |
| ------- | ------------------------------------------------------------ | ------------------------------------------------------------ |
| Kelvin  | [K] = ([°F] + 459,67) × {\displaystyle {\tfrac {5}{9}}}      | [°F] = [K] × {\displaystyle {\tfrac {9}{5}}} − 459,67        |
| Celzij  | [°C] = ([°F] − 32) × {\displaystyle {\tfrac {5}{9}}}         | [°F] = [°C] × {\displaystyle {\tfrac {9}{5}}} + 32           |
| Rankine | [°Ra] = [°F] + 459,67                                        | [°F] = [°Ra] − 459,67                                        |
| Delisle | [°De] = (212 − [°F]) × {\displaystyle {\tfrac {5}{6}}}       | [°F] = 212 − [°De] × {\displaystyle {\tfrac {6}{5}}}         |
| Newton  | [°N] = ([°F] − 32) × {\displaystyle {\tfrac {11}{60}}}       | [°F] = [°N] × {\displaystyle {\tfrac {60}{11}}} + 32         |
| Réaumur | [°R] = ([°F] − 32) × {\displaystyle {\tfrac {4}{9}}}         | [°F] = [°R] × {\displaystyle {\tfrac {9}{4}}} + 32           |
| Rømer   | [°Rø] = ([°F] − 32) × {\displaystyle {\tfrac {7}{24}}} + 7,5 | [°F] = ([°Rø] − 7,5) × {\displaystyle {\tfrac {24}{7}}} + 32 |

### Rankineova
|            | Iz Rankineove                                                     | U Rankineovu                                                      |
| ---------- | ----------------------------------------------------------------- | ----------------------------------------------------------------- |
| Kelvin     | [K] = [°Ra] × {\displaystyle {\tfrac {5}{9}}}                     | [°Ra] = [K] × {\displaystyle {\tfrac {9}{5}}}                     |
| Celzij     | [°C] = ([°Ra] − 491,67) × {\displaystyle {\tfrac {5}{9}}}         | [°Ra] = ([°C] + 273,15) × {\displaystyle {\tfrac {9}{5}}}         |
| Fahrenheit | [°F] = [°Ra] − 459,67                                             | [°Ra] = [°F] + 459,67                                             |
| Delisle    | [°De] = (671,67 − [°Ra]) × {\displaystyle {\tfrac {5}{6}}}        | [°Ra] = 671,67 − [°De] × {\displaystyle {\tfrac {6}{5}}}          |
| Newton     | [°N] = ([°Ra] − 491,67) × {\displaystyle {\tfrac {11}{60}}}       | [°Ra] = [°N] × {\displaystyle {\tfrac {60}{11}}} + 491,67         |
| Réaumur    | [°R] = ([°Ra] − 491,67) × {\displaystyle {\tfrac {4}{9}}}         | [°Ra] = [°R] × {\displaystyle {\tfrac {9}{4}}} + 491,67           |
| Rømer      | [°Rø] = ([°Ra] − 491,67) × {\displaystyle {\tfrac {7}{24}}} + 7,5 | [°Ra] = ([°Rø] − 7,5) × {\displaystyle {\tfrac {24}{7}}} + 491,67 |

### Newtonova
|            | Iz Newtonove                                              | U Newtonovu                                                 |
| ---------- | --------------------------------------------------------- | ----------------------------------------------------------- |
| Kelvin     | [K] = [°N] × {\displaystyle {\tfrac {100}{33}}} + 273,15  | [°N] = ([K] − 273,15) × {\displaystyle {\tfrac {33}{100}}}  |
| Celzij     | [°C] = [°N] × {\displaystyle {\tfrac {100}{33}}}          | [°N] = [°C] × {\displaystyle {\tfrac {33}{100}}}            |
| Fahrenheit | [°F] = [°N] × {\displaystyle {\tfrac {60}{11}}} + 32      | [°N] = ([°F] − 32) × {\displaystyle {\tfrac {11}{60}}}      |
| Rankine    | [°Ra] = [°N] × {\displaystyle {\tfrac {60}{11}}} + 491,67 | [°N] = ([°Ra] − 491,67) × {\displaystyle {\tfrac {11}{60}}} |
| Delisle    | [°De] = (33 − [°N]) × {\displaystyle {\tfrac {50}{11}}}   | [°N] = 33 − [°De] × {\displaystyle {\tfrac {11}{50}}}       |
| Réaumur    | [°R] = [°N] × {\displaystyle {\tfrac {80}{33}}}           | [°N] = [°R] × {\displaystyle {\tfrac {33}{80}}}             |
| Rømer      | [°Rø] = [°N] × {\displaystyle {\tfrac {35}{22}}} + 7,5    | [°N] = ([°Rø] − 7,5) × {\displaystyle {\tfrac {22}{35}}}    |

### Réaumurova
|            | Iz Réaumurove                                           | U Réaumurovu                                              |
| ---------- | ------------------------------------------------------- | --------------------------------------------------------- |
| Kelvin     | [K] = [°R] × {\displaystyle {\tfrac {5}{4}}} + 273,15   | [°R] = ([K] − 273,15) × {\displaystyle {\tfrac {4}{5}}}   |
| Celzij     | [°C] = [°R] × {\displaystyle {\tfrac {5}{4}}}           | [°R] = [°C] × {\displaystyle {\tfrac {4}{5}}}             |
| Fahrenheit | [°F] = [°R] × {\displaystyle {\tfrac {9}{4}}} + 32      | [°R] = ([°F] − 32) × {\displaystyle {\tfrac {4}{9}}}      |
| Rankine    | [°Ra] = [°R] × {\displaystyle {\tfrac {9}{4}}} + 491,67 | [°R] = ([°Ra] − 491,67) × {\displaystyle {\tfrac {4}{9}}} |
| Delisle    | [°De] = (80 − [°R]) × {\displaystyle {\tfrac {15}{8}}}  | [°R] = 80 − [°De] × {\displaystyle {\tfrac {8}{15}}}      |
| Newton     | [°N] = [°R] × {\displaystyle {\tfrac {33}{80}}}         | [°R] = [°N] × {\displaystyle {\tfrac {80}{33}}}           |
| Rømer      | [°Rø] = [°R] × {\displaystyle {\tfrac {21}{32}}} + 7,5  | [°R] = ([°Rø] − 7,5) × {\displaystyle {\tfrac {32}{21}}}  |

### Rømerova
|            | Iz Rømerove                                                       | U Rømerovu                                                        |
| ---------- | ----------------------------------------------------------------- | ----------------------------------------------------------------- |
| Kelvin     | [K] = ([°Rø] − 7,5) × {\displaystyle {\tfrac {40}{21}}} + 273,15  | [°Rø] = ([K] − 273,15) × {\displaystyle {\tfrac {21}{40}}} + 7,5  |
| Celzij     | [°C] = ([°Rø] − 7,5) × {\displaystyle {\tfrac {40}{21}}}          | [°Rø] = [°C] × {\displaystyle {\tfrac {21}{40}}} + 7,5            |
| Fahrenheit | [°F] = ([°Rø] − 7,5) × {\displaystyle {\tfrac {24}{7}}} + 32      | [°Rø] = ([°F] − 32) × {\displaystyle {\tfrac {7}{24}}} + 7,5      |
| Rankine    | [°Ra] = ([°Rø] − 7,5) × {\displaystyle {\tfrac {24}{7}}} + 491,67 | [°Rø] = ([°Ra] − 491,67) × {\displaystyle {\tfrac {7}{24}}} + 7,5 |
| Delisle    | [°De] = (60 − [°Rø]) × {\displaystyle {\tfrac {20}{7}}}           | [°Rø] = 60 − [°De] × {\displaystyle {\tfrac {7}{20}}}             |
| Newton     | [°N] = ([°Rø] − 7,5) × {\displaystyle {\tfrac {22}{35}}}          | [°Rø] = [°N] × {\displaystyle {\tfrac {35}{22}}} + 7,5            |
| Réaumur    | [°R] = ([°Rø] − 7,5) × {\displaystyle {\tfrac {32}{21}}}          | [°Rø] = [°R] × {\displaystyle {\tfrac {21}{32}}} + 7,5            |

## Usporedba temperaturnih ljestvica
| Opis                                               | Kelvin   | Celzij  | Fahrenheit | Rankine   | Delisle | Newton | Réaumur | Rømer   |
| -------------------------------------------------- | -------- | ------- | ---------- | --------- | ------- | ------ | ------- | ------- |
| Apsolutna nula                                     | 0,00     | −273,15 | −459,67    | 0,00      | 559,73  | −90,14 | −218,52 | −135,90 |
| Najniža temperatura izmjerena na površini Zemlje   | 184      | −89,2   | −128,6     | 331       | 284     | −29    | −71     | −39     |
| Fahrenheitova smjesa led/sol                       | 255,37   | −17,78  | 0,00       | 459,67    | 176,67  | −5,87  | −14,22  | −1,83   |
| Talište leda                                       | 273,15   | 0,00    | 32,00      | 491,67    | 150,00  | 0,00   | 0,00    | 7,50    |
| Trojna točka vode                                  | 273,16   | 0,01    | 32,018     | 491,688   | 149,985 | 0,0033 | 0,008   | 7,50525 |
| Prosječna temperatura na površini Zemlje           | 288      | 15      | 59         | 519       | 128     | 5      | 12      | 15      |
| Prosječna tjelesna temperatura čovjeka             | 310      | 37      | 98         | 558       | 95      | 12     | 29      | 27      |
| Najviša zabilježena temperatura na površini Zemlje | 331      | 58      | 136,4      | 596       | 63      | 19     | 46      | 38      |
| Vrelište vode                                      | 373,1339 | 99,9839 | 211,97102  | 671,64102 | 0,00    | 33,00  | 80,00   | 60,00   |
| Talište Titanija                                   | 1941     | 1668    | 3034       | 3494      | −2352   | 550    | 1334    | 883     |
| Temperatura na površini Sunca                      | 5800     | 5500    | 9900       | 10400     | −8100   | 1800   | 4400    | 2900    |

### Grafički prikaz
|                                                  |                |                                                  |                              |              |                                                  |                                                |                                                  |               |  | Rankine (°Ra) |
| Kelvin (K)                                       |                |                                                  |                              |              |                                                  |                                                |                                                  |               |  |               |
| Fahrenheit (°F)                                  |                |                                                  |                              |              |                                                  |                                                |                                                  |               |  |               |
| Celzij (°C) Réaumur (°R) Rømer (°Rø) Newton (°N) |                |                                                  |                              |              |                                                  |                                                |                                                  |               |  |               |
| Delisle (°D)                                     |                |                                                  |                              |              |                                                  |                                                |                                                  |               |  |               |
|                                                  | Apsolutna nula | Najniža temperatura izmjerena na površini Zemlje | Fahrenheitova smjesa led/sol | Talište leda | Prosječna temperatura na površini Zemlje (15 °C) | Prosječna tjelesna temperatura čovjeka (37 °C) | Najviša temperatura izmjerena na površini Zemlje | Vrelište vode |  |               |